# Quartier d’Amérique
Das Quartier d’Amérique im 19. Arrondissement ist das 75. der 80 Quartiers (Stadtviertel) von Paris.

Die Stadtviertel im 19. Arrondissement

## Lage
Der Verwaltungsbezirk im 19. Arrondissement von Paris wird von folgenden Straßen begrenzt:
- Nordwesten: Avenue Jean Jaurés
- Osten: Boulevard périphérique, Grenze zum Département Seine-Saint-Denis
- Südosten: Rue de Belleville bis zur Avenue de la Porte des Lilas
- Südwesten: Rue de la Villette, Rue de Crimée

## Namensursprung
In dem Viertel lag der Steinbruch «carrières d’Amérique» (Gips, Glimmerschiefer für Mühlsteine).

## Geschichte
Der Steinbruch (und damit das Stadtviertel) trägt deshalb diesen Namen, weil eine Legende besagt, der hier gewonnene Gips wäre nach Amerika exportiert worden und hätte so zum Bau des Weißen Hauses in Washington, D.C. beigetragen. Aber eine Informationstafel der Mairie de Paris widerlegt diese Geschichte. Der letzte Steinbruch wurde 1873 geschlossen.
Der größte Steinbruch der Gegend, der als Tagebau betrieben wurde, ist unter Napoléon III. zu einem großen Jardin public umgestaltet worden: Parc des Buttes-Chaumont im Quartier du Combat.
Die größte Veränderung des Viertels fand in den Jahren 1960 und 1970 statt. Anstelle der Fabriken, Werkstätten, Wohnhäuser und Lokalen wurden Wohntürme gebaut, vor allem in der Gegend des Place des Fêtes. Es bleiben jedoch einige Gässchen (Villa) übrig, in denen malerische Häuser stehen (zum Beispiel Rue de Mouzaïa).

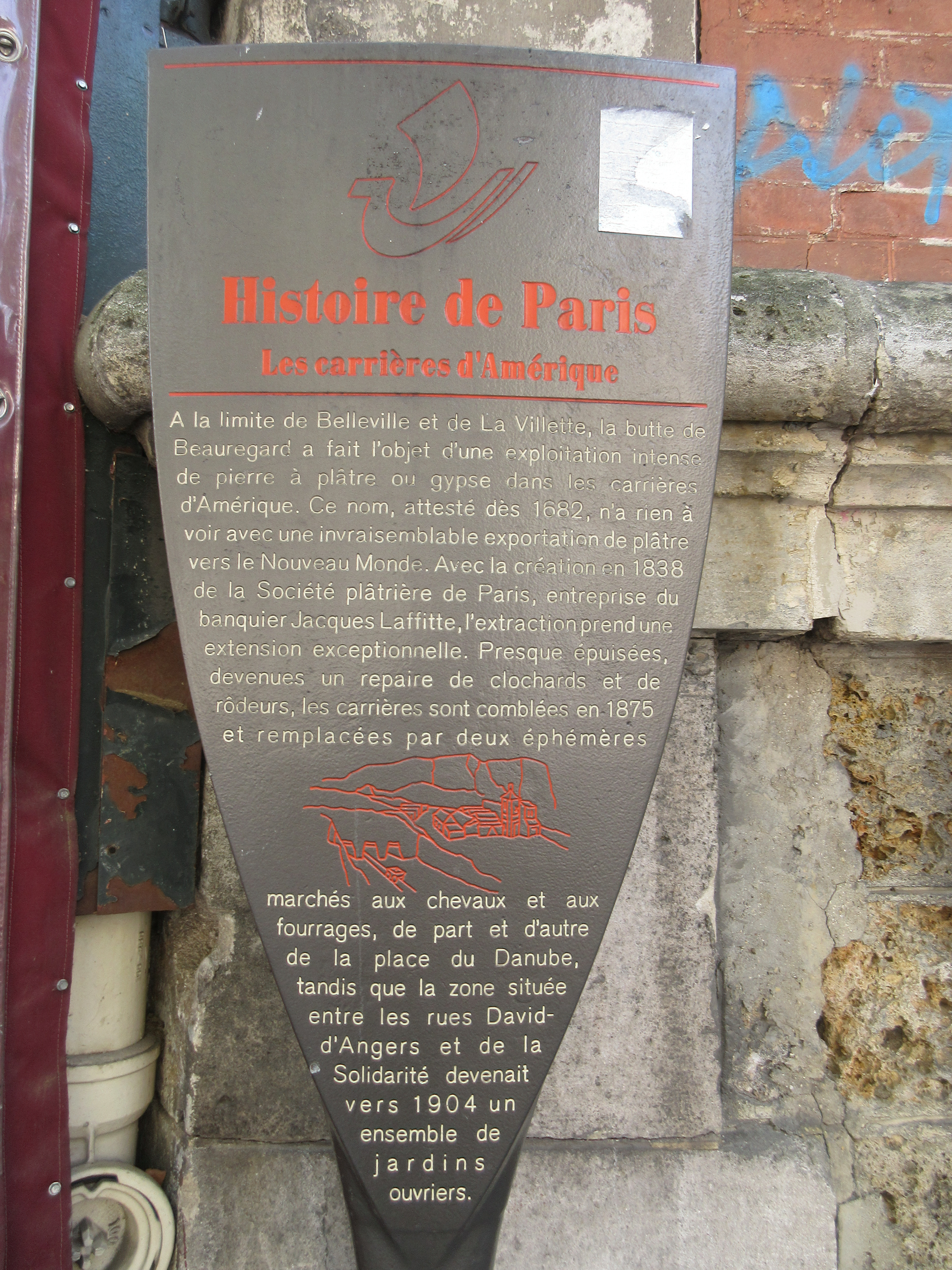
Informationstafel zur Geschichte von Paris: «Carrières d’Amérique»
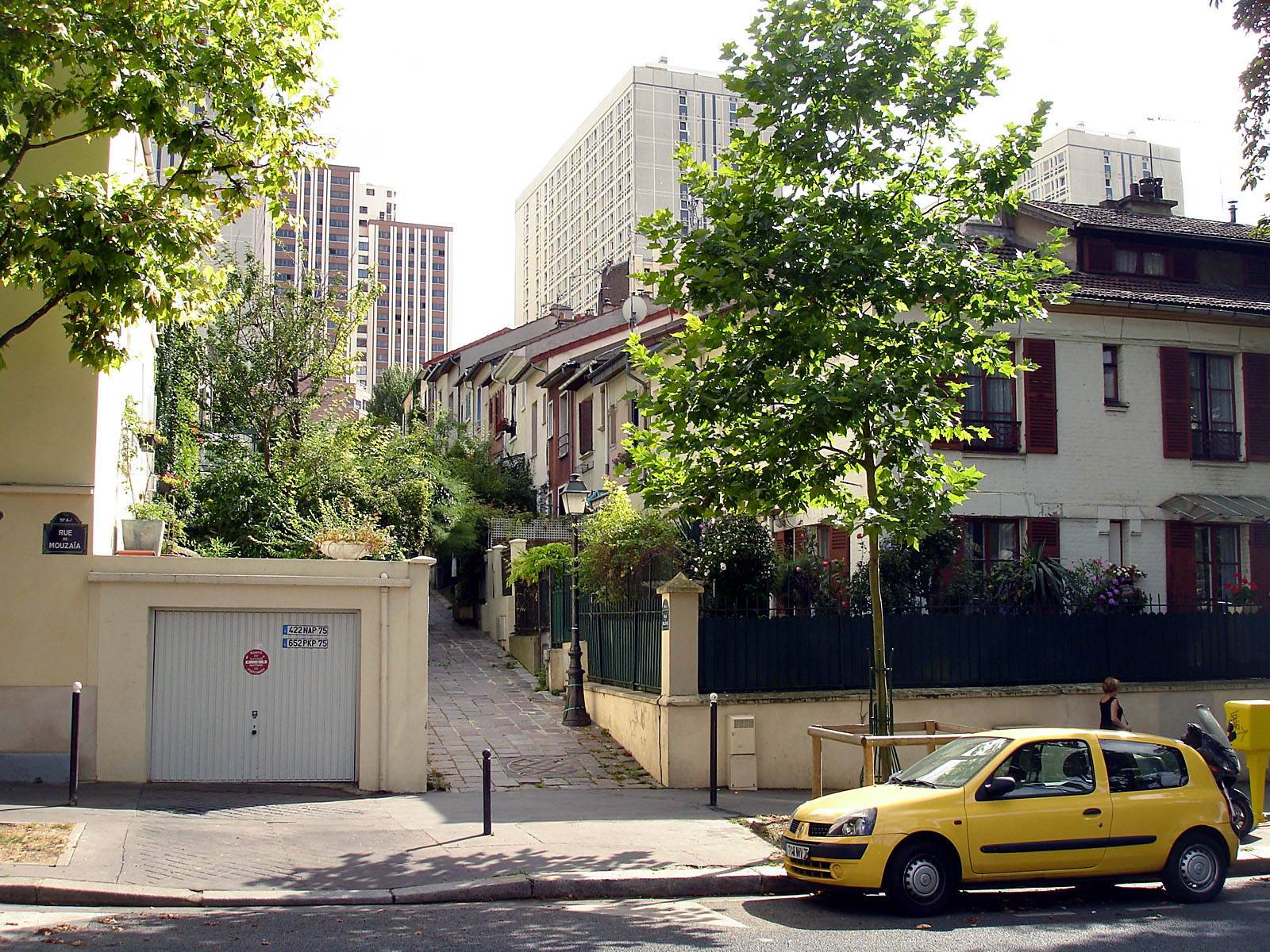
Villa de Bellevue, gesehen von der Rue de Mouzaïa

## Sehenswürdigkeiten
- Regard de la Lanterne, 213, Rue de Belleville
- Église Saint-Jean-Baptiste de Belleville, 139, Rue de Belleville
- La Place des Fêtes
- Église de Marie-Médiatrice-de-Toutes-les-Grâces, 48 bis, Boulevard Sérurier
- Parc de la Butte du Chapeau-Rouge, Boulevard d’Algérie
- Quartier de la Mouzaïa
- Hameau du Danube, 46-48, Rue du Général Brunet
- Église Sainte-Colette-des-Buttes-Chaumont, 14 bis, Allée Darius Milhaud